# 東一声
東 一声（あずま いっせい、1886年（明治18年）4月9日 - 1950年（昭和25年）8月17日）は、大正時代から昭和初期にかけて活躍した日本の歌手、演歌師、活動弁士。京都府出身。

## 経歴
無声映画時代の帝国キネマ専属のアトラクション演歌師として活躍していた。大正時代に流行した書生節『春の名残り』のメロディを取った『ラインの流れ』とジャズ小唄『酒場の桜』を1928年（昭和3年）に、名古屋のアサヒレコード（ツル印レコード）で発売してヒットし、その後も続々と映画小唄やジャズ小唄を吹き込んだ。1930年代後半に引退をして、戦後は地元の京都で音楽教室を開いていた。1950年（昭和25年）に死去。享年64。

## 代表曲
- 『酒場の桜』（昭和3年、アサヒ（ツル印））
- 『ラインの流れ』（昭和3年、アサヒ（ツル印））
- 『アラビヤの唄』（昭和3年、アサヒ（ツル印））
- 『青空』（昭和3年、アサヒ（ツル印））
- 『ジャズが鳴る』（昭和3年、アサヒ（ツル印））
- 『ハンドバッグモダン』（昭和3年、アサヒ（ツル印））
- 『百パーセント』（昭和4年、アサヒ（ツル印））
- 『悩ましの胸』（昭和4年、アサヒ（ツル印））
- 『カフヱー行進曲』（昭和5年、ヒコーキ、東八重子の歌唱で、東一声は映画説明を行っている）